# قرار مجلس الأمن التابع للأمم المتحدة رقم 1008
قرار مجلس الأمن التابع للأمم المتحدة رقم 1008، المتخذ بالإجماع في 7 آب / أغسطس 1995، بعد إعادة التأكيد على القرار 696 (1991) وجميع القرارات اللاحقة بشأن أنغولا، ناقش المجلس مراقبة وقف إطلاق النار وتنفيذ اتفاقات السلام، ومدد ولاية بعثة الأمم المتحدة الثالثة للتحقق في أنغولا حتى 8 شباط / فبراير 1996.   
وكرر مجلس الأمن التأكيد على أهمية اتفاقات السلام الخاصة باتفاقتي بروتوكول لوساكا واتفاق السلام العام بين حكومة أنغولا ويونيتا، والتي اتفق الطرفان على جدول زمني لتنفيذها. وأشار المجلس إلى أن عملية السلام في أنغولا قد دخلت مرحلة جديدة واعدة مع تنامي الثقة بين الطرفين؛ ساد الهدوء معظم مناطق البلاد رغم استمرار انتهاكات وقف إطلاق النار. وقد ساهم مراقبو حقوق الإنسان ونشر مراقبي الأمم المتحدة العسكريين والشرطيين إسهاماً كبيراً في الحالة الأمنية في البلد.
وأُثني على التزام الطرفين، ولكن كان هناك قلق بشأن بطء تنفيذ بروتوكول لوساكا، ولا سيما حل القوات، وإزالة الألغام، وإنشاء مناطق إيواء. وتم التأكيد على اهمية العملية الانتخابية ودعا الطرفين إلى وضع جدول زمني لتشكيل جيش جديد وتبادل اسرى الحرب واعادة المرتزقة إلى الوطن.
تم حث الطرفين على وضع حد لزرع الألغام الأرضية والإبلاغ عن تحركات القوات غير المصرح بها. كما أنه من المهم بنفس القدر نزع سلاح السكان ونشر المعلومات الموضوعية من خلال إذاعة بعثة الأمم المتحدة للتحقق في أنغولا وضرورة الوصول إلى كامل قوام بعثة الأمم المتحدة الثالثة للتحقق في أنغولا في أقرب وقت ممكن. وأُعرب عن القلق إزاء أعمال العنف التي تمارسها الجماعات غير المنتسبة، ودعا إلى اتخاذ تدابير لنزع سلاحهم. وطُلب من الأطراف السماح لبعثة الأمم المتحدة الثالثة للتحقق في أنغولا بالوصول إلى جميع المرافق العسكرية، كما كان على الحكومة الأنغولية ويونيتا ضمان إمكانية انتقال إمدادات الإغاثة بحرية في جميع أنحاء البلاد.
واختتم القرار بطلب المزيد من المساهمات من الدول الأعضاء والجهات المانحة لإعادة إعمار أنغولا، وخاصة فيما يتعلق بالطرق، وبطلب الأمين العام بطرس بطرس غالي تقديم تقرير كل شهرين عن الوضع في البلاد.

## روابط خارجية
- نص القرار في undocs.org